# Adolf Bernhardt

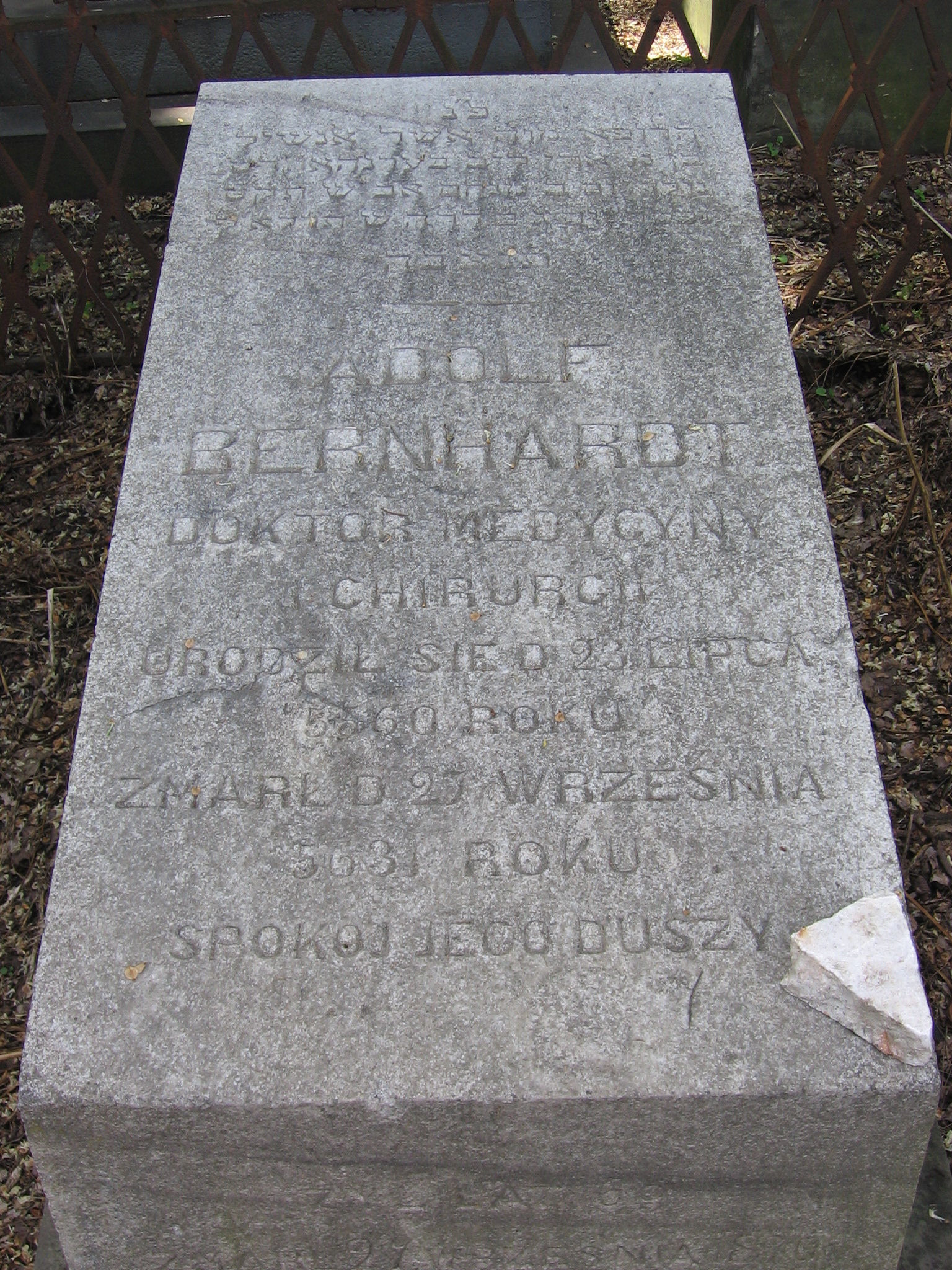
Grób Adolfa Bernhardta na cmentarzu żydowskim przy ulicy Okopowej w Warszawie

Adolf Bernhardt (ur. 23 lipca 1801 w Kępnie, zm. 27 września 1870 w Warszawie) – polski lekarz chirurg żydowskiego pochodzenia. 

## Życiorys
Urodził się w Kępnie w rodzinie żydowskiej. Uczył się w gimnazjum we Wrocławiu, a następnie podjął studia medyczne na Uniwersytecie Wrocławskim. Przerywał kilkakrotnie studia, by podejmować dorywcze prace i pomóc w utrzymaniu rodzicom i młodszym braciom. Dyplom doktora nauk medycznych otrzymał 6 października 1834 we Wrocławiu na podstawie pracy Symbolae ad ovi mammalium historiam ante pregnationem. Jego promotorem był Jan Evangelista Purkyně. Od 1835 mieszkał w Warszawie, w 1836 roku złożył egzamin i uzyskał stopień lekarza I klasy. W 1837 roku walczył z epidemią cholery w Domu Zdrowia na Tamce. Był członkiem dozoru i wizytatorem żydowskich szkół elementarnych, egzaminatorem w Szkole Rabinów, członkiem Rady Szczegółowej Domu Głównego Schronienia Sierot i Ubogich Starozakonnych. Współzałożyciel niemieckiej synagogi przy ulicy Daniłowiczowskiej. Od 1846 roku stały członek Komitetu Synagogi, później wiceprezes i prezes. Zmarł w Warszawie, pochowany jest na cmentarzu żydowskim przy ulicy Okopowej (kwatera 1, rząd 1).
Z żoną (ślub w 1836 w Sobkowie) Brygidą z Mayzlów (zm. 1898) miał synów Henryka (1838–1894) i Edwarda (1840–1914) – obaj byli zasłużonymi lekarzami – oraz Leona (1849–1924), fabrykanta.